# Hängfärjan Presidente Luis Sáenz Peña
Hängfärjan Presidente Luis Sáenz Peña var en privatägd hängfärja i Buenos Aires i Argentina, som gick över floden Riachuelo mellan staden Buenos Aires och Avellaneda i höjd med  Avenida Patricios. 
Hängfärjan Justo José de Urquiza invigdes 1914. Den är identisk med Hängfärjan Capitán Justo José de Urquiza, som blev klar 1915, och som också förde över floden Riachuelo mellan staden Buenos Aires och Avellaneda.
Hängfärjan namngavs efter argentinske presidenten Luis Sáenz Peña (1822–1907). Den revs 1968.